# Ганс фон Койделль
Ганс фон Койделль (нім. Hans von Keudell; 5 квітня 1892, Грайфсвальд, Німецька імперія — 15 лютого 1917, Вальмертинг, Бельгія) — німецький льотчик-ас, лейтенант Прусської армії.

## Біографія
Здобув освіту в Берліні. В 1904 роцівступив до кадетського училища в Бенсберзі, звідки в 1911 році вступив до 3-го уланського Імператора Всеросійського Олександра III полк. У його складі фон Койделль бився у Франції та Польщі під час Першої світової війни до квітня 1915 року, коли був зроблений в офіцери.
Отримавши переведення в авіацію, 7 червня 1915 року розпочав льотну підготовку в 2-му запасному льотному дивізіоні в Адлерсгофі. 13 грудня 1915 року прибув до бомбардувальної авіачастини BAO (Brieftauben Abteilung Ostende) у Гістеллі. У лютому 1916 року ВАО було перейменовано на 1-шу бомбардувальну ескадрилью Верховного командування сухопутних військ і направлене на підтримку наступу під Верденом; крім того, вона брала участь у бомбових нальотах на Туль та Дюнкерк.
На початку літа 1916 року фон Койделль приступив до підготовки на льотчика-винищувача і 4 серпня був направлений разом з оберлейтенантом Гансом Бетге в бойове командування одномісних винищувачів В, що організаційно входило до 32-го польового льотного дивізіону. Коли 22 серпня 1916 року була сформована 1-ша винищувальна ескадрилья, фон Койделль потрапив до неї одним із перших і літав у ній на винищувачах Fokker D.I, Halberstadt Dili, а пізніше — на Albatros D.II.
5 лютого 1917 року фон Койделлю було доручено очолити новосформовану 27-му винищувальну ескадрилью, але 15 лютого, після здобутої першої перемоги у складі цієї ескадрильї, він загинув у бою.
Всього за час бойових дій здобув 12 перемог.

## Нагороди
- Залізний хрест 2-го і 1-го класу
- Нагрудний знак військового пілота (Пруссія)
- Королівський орден дому Гогенцоллернів, лицарський хрест з мечами (1 січня 1917)